# Megküzdés
A megküzdés, vagy eredeti nevén coping, arra irányuló kognitív vagy viselkedéses törekvés, hogy az egyén megbirkózzon azokkal a stresszorokkal, stresszkeltő élethelyzetekkel és eseményekkel, melyek fenyegetést, veszteséget vagy kihívást jelentenek számára. Nem tekintünk tehát minden stresszre adott választ megküzdésnek. Definíciójához tartozik ugyanis, hogy ez tudatos, illetve szándékos erőfeszítés az alkalmazkodásra egy olyan helyzetben, amit az egyén aktuális erőforrásait meghaladónak ítél meg. A fogalommal eredetileg csupán a traumatikus eseményekre adott reakciókat definiálták, míg ez mára kiterjedt a mindennapi nehézségekkel, betegségekkel és az egyén fejlődését szolgáló kihívásokkal való megküzdési módokra is. Ezen stratégiák az adott esemény során lehetnek adaptívak és maladaptívak egyaránt, aszerint, hogy az adott helyzethez való megfelelő alkalmazkodást szolgálják-e vagy sem. 

### Megküzdéselméletek
A megküzdési mechanizmusok különböző dimenziók szerint csoportosíthatóak. Így tehát minden elméletalkotó eltérő kategóriákat és stratégiákat nevez meg.

#### Pszichoanalitikus szemlélet
Már a freudi pszichoanalitikus hagyományban is központi elemként jelent meg a különböző stresszteli helyzetre adott reakciók kérdésköre. Sigmund Freud és lánya, Anna Freud által leírt elhárító mechanizmusokat azonban a modern pszichológia egyértelműen elkülöníti a megküzdési mechanizmusoktól. Míg előző tudattalan, főként a múlt megterhelő történéseivel kapcsolatosak, a coping stratégiák sokkal inkább a jövőre összpontosuló, tudatosabb folyamatok.

#### Lazarus és Folkman
Lazarus a kognitív tranzakcionalista modelljében az átélő egyén stresszhez való személyes viszonyulását emeli ki. Eszerint a kognitív értékelés kétlépcsős folyamata során az egyén először megítéli, hogy mennyire jelentős az esemény, majd azt, hogy az aktuálisan mozgósítható erőforrások segítségével mennyire tud megküzdeni azzal .  
Lazarus és Folkman (1984) két átfogó megküzdési kategóriát különített el. A problémaközpontú megküzdés során az egyén arra törekszik, hogy az adott stresszkeltő helyzetet megváltoztassa, vagy a jövőben elkerülje. Ezen stratégiák közé tartozik például az alternatívák mérlegelése, az előny-hátrány elemzés, majd a változtatásra irányuló cselekvés. Az érzelemközpontú mechanizmusok alkalmazásának célja az érzelmi stresszreakciók enyhítése, a negatív érzelmek elhatalmasodásának megakadályozása. 
Ezeket általában a stresszteli helyzet megváltoztatására lehetőséget adó erőforrások hiányában, vagy pedig ideiglenesen alkalmazzuk, míg megtaláljuk a végleges megküzdési módot.
Ez a két mechanizmus típus nem zárja ki egymást, gyakran stresszhelyzetben mindkettőt használjuk, átfedésben lehetnek egymással. 
A két átfogó kategórián kívül nyolc különböző stratégiát határoztak meg, amelyet az egészséges emberek használnak . Ezek a következők: 
1. Konfrontáció: aktív szembehelyezkedés a nehézséget jelentő körülménnyel
2. Eltávolodás: a stresszor érzelmi vagy gondolati ideiglenes eltávolítása az erőforrás-gyűjtés és jobb rálátás kedvéért
3. Érzelmek és a viselkedés szabályozása: viselkedéses és emocionális önkontroll
4. Társas támogatás keresése: megbízható és elérhető személyekre való támaszkodás
5. Felelősségvállalás: a kialakult helyzetben való felelősségvállalás, mely általában együtt jár a megoldásban való elköteleződéssel
6. Problémamegoldás-tervezés: megoldási lehetőségek számbavétele, azok erőforráshoz igazítása
7. Elkerülés-menekülés: a probléma ideiglenes kikerülése a pontosabb átgondolás érdekében
8. Pozitív jelentés keresése: a veszteség, fenyegetés, akadály kihívásként való kezelése

#### Moos
Moos (1988) nyolc kategóriát különített el a megközelítés – elkerülés és a viselkedéses – kognitív dimenziók mentén. Viselkedéses coping stratégia lehet például a testmozgás, a drogok használata, illetve az érzelmi támasz keresése; míg a kognitív megküzdési módokhoz sorolhatjuk a fenyegetettség csökkentését, illetve a probléma időleges félretételét.

#### Schwarzer
Schwarzer az idői perspektíva és a bekövetkezés valószínűségének dimenziója alapján osztályozta a megküzdési stratégiákat. Ez alapján négyféle mechanizmust különített el: A reaktív, az anticipált, a preventív és a proaktív megküzdést. 
- A reaktív stratégia múltbeli esemény kompenzációjára, vagy elfogadására irányul. Ide tartozhat a veszteségből származó előny megtalálása, célok újragondolása, illetve a fájdalom enyhítése.
- Az anticipált megküzdés még be nem következett, de nagy valószínűségű eseményre való felkészülést jelent. Ilyen közelgő kihívás, nehézség lehet egy munkahelyi leépítés, vagy vizsga.
- A preventív megküzdés során az egyén egy távoli, és igen valószínűtlen kritikus eseményre készül (pl. természeti katasztrófák, elszegényedés).
- Proaktív megküzdésnek nevezzük a távoli jövőben kisebb valószínűséggel bekövetkező helyzetekre való általános felkészülést. Ennek sajátossága, hogy az ezeket alkalmazó egyén a stresszorokra mint kihívásokra, fejlődési lehetőségekre tekint. Jellemzője a tervezés és a pozitív átkeretezés.[2]

#### Skinner
Számos tanulmány, többdimenziós kérdőív és copingstratégiákat kategorizáló rendszer elemzése után Skinner és munkatársai (2003) négy dimenzió mentén 12 megküzdési kategóriát és 400 megküzdési módot azonosítottak. A csoportosítási rendszer megalkotásakor többek között figyelembe vették, hogy a személy hogyan értékeli az adott stresszkeltő helyzetet, azaz kihívásként, vagy fenyegetésként tekint rá. Az egyéni értékelés mellett fontos szempont, hogy viselkedéses, vagy érzelmi fókuszú; továbbá, hogy a fő szükségletek közül melyiket érinti – a kapcsolódás, a kompetenciaérzés, vagy az autonómia szükségletét. Mindezen dimenziók mellett csoportosítási kritériumként szolgál a megküzdés iránya (önmaga vagy az adott helyzet) is. 
Ezen négy dimenzió mentén az alábbi megküzdési kategóriákat különítették el :
- problémamegoldás
- információkeresés
- tehetetlenség
- menekülés
- önbizalom
- támaszkeresés
- delegálás
- izoláció
- akkomodáció
- tárgyalás
- alárendelődés
- szembehelyezkedés

### Humor
Nagy érzelmi nyomással járó helyzetekben a humor egyfajta rugalmasságot jelenthet számunkra. Michelle Newman, a Pennsylvania-egyetem humorológusa vetette fel, és kutatása során válaszolta meg a kérdést: valóban adaptív védelmi mechanizmusként szolgál a humor? Eredményei igazolták feltevését, ugyanis az aktuálisan mérhető humor-aktivitás együtt járt a feszültség és az élettani stressz-reakciók nagyobb mértékű csökkenésével egy felkavaró filmrészlet vetítése után.
A humor feszültséglevezető hatása mellett továbbá a kognitív újrastrukturálás, azaz átkeretezés útján segíthet megbirkózni a fenyegetést vagy kihívást jelentő helyzetekkel.

### Megküzdést befolyásoló tényezők
Habár többnyire az adott helyzet függvénye, hogy milyen megküzdési módot választunk, egyesek úgy gondolják, hogy mindenki jellemezhető egyfajta megküzdési stílussal. Ez azonban nem egy kifejezett stratégia kizárólagos preferenciáját jelenti, csupán egyfajta hajlamot. Például valaki gyakrabban alkalmaz elkerülő, mint megközelítő mechanizmusokat .
Ugyanazon stresszorok, élethelyzetek, szituációk értékelése, és az azokra adott reakció eltérő lehet különböző egyéneknél. A személy aktuális állapota, konfliktustűrése, önértékelése és ellenállási képessége, azaz rezilienciája szintén nagymértékben befolyásolja a megküzdési stratégiák megválasztását. A személyes különbségek mellett továbbá moderáló tényező maga a stresszor típusa. Veszteségek esetén adaptívabbak az érzelemközpontú-, mindennapi akadályokon való felülkerekedés során pedig a problémaközpontú stratégiák.